# 塔吉克蘇維埃社會主義共和國國徽
塔吉克蘇維埃社會主義共和國國徽啟用於1937年3月1日，參照蘇聯國徽設計而成。
呈圓形，下為旭日初升之象，中方有紅色五角星，前有鎚子與鐮刀，象徵社會主義照亮全球。外圍由麥穗。飾帶以俄語和塔吉克語書有蘇聯格言「全世界無產者，聯合起來！」。下方以俄語和塔吉克語書有「塔吉克蘇維埃社會主義共和國」的首字母。
1992年，塔吉克斯坦國徽成為新國家的國徽，但與原來的國徽相似。

## 塔吉克苏维埃社会主义共和国历史国徽
- 1924年4月-1929年
- 1929年-1931年
- 1931年-1936年
- 1937年-